# ムー (歌手)
カレン・マリー・アーガード・エルステッド（Karen Marie Aagaard Ørsted、1988年8月13日 - ）は、ムー（MØ、[muː]、デンマーク語発音: [mœ]）の活動名で知られるデンマークの女性シンガーソングライター。彼女の活動名は、自身の名前と姓の頭文字のほかに、デンマーク語で「少女」または「処女」を意味する。2014年3月にデビュースタジオ・アルバム「ノー・マイソロジー・トゥ・フォロー」が発売された。
ムーは、イギー・アゼリアの2014年のシングル「ベッグ・フォー・イット」に客演した。この曲は、Billboard Hot 100で最高27位を記録し、ムーにとって最初のチャート入り曲となった。翌年、ムーはメジャー・レイザーとDJスネークのシングル「リーン・オン」でフィーチャーされ、オーストラリアで首位を獲得したほか、イギリスで最高2位、アメリカで最高4位を記録するなど国際的なチャートで高く評価された。

## 音楽性
ウベルーズで生まれたムーは、グライムスやツイン・シャドウといったエレクトロ・ポップアーティストと比較されている。
ムーは7歳のときにスパイス・ガールズの影響で音楽に興味を持つようになった。10代の頃に、パンク・ロックと反ファシズム運動に興味を持った。特にブラック・フラッグ、ニルヴァーナ、スマッシング・パンプキンズ、ヤー・ヤー・ヤーズ、ソニック・ユースを聴き、キム・ゴードンを「偉大なヒーローであり手本」としている。
ムーの音楽は、「ガッツのあるエレクトロ・ミュージック」と言われている。NMEはムーの作品をスージー・スーとジャネット・ジャクソンの中間であると呼んでいる。

## ディスコグラフィ
- ノー・マイソロジー・トゥ・フォロー（2014年）
- フォーエバー・ネバーランド（2018年）